# 藤波畷の戦い
藤波畷の戦い（ふじなみなわてのたたかい）は、永禄4年（1561年）9月13日（旧暦）に行われた、東条吉良氏の居城東条城をめぐる吉良氏と松平元康（徳川家康）の一連の攻防戦の1つである。
この戦いで吉良義昭の家老富永忠元（伴五郎）が本多広孝に城下の藤波畷（愛知県西尾市吉良町瀬戸藤波付近）で討たれ、吉良義昭は降伏したとされる。

## 背景
今川義元の死により、その束縛を離れた松平元康（徳川家康）が、東条吉良領を切り取ろうとして永禄4年4月より牛久保城や東条城攻めを仕掛けて今川氏からの自立を明確にした。
しかし、東条城は容易に陥落せず、同6月、元康は津平（つのひら、吉良町大字津平）に松井忠次、小牧（こまき、吉良町大字小牧）に本多広孝、糟塚（かすづか、西尾市平原町城山）に小笠原長茲（三九郎）を配置、それぞれ砦を構築させて東条城包囲網を作った。しかし、室城の城主で吉良家家老の富永忠元は吉良勢を引率して奮戦、4月の善明堤の戦いでは東条領中島城を占領した松平好景を失い、中島城を奪回されるなど、松平側は損害を蒙った。

## 経過
そして、永禄4年9月13日に本多広孝・松井忠次は砦より出軍し東条城目指し、藤波畷に進んだ。この時本多広孝は決意の印として自分の鎧の上帯の結んだ端を再度解けないように松井忠次麾下の士の平岩元重に切らせた。広孝が先鋒で先駆けし、松井忠次弟の松井光次（次郎兵衛尉）が後詰めで進撃した。松平軍が砦を出るのを目撃した富永忠元はいつもの如く先駆けしたが、単騎で突出して孤立した。これに松平軍が殺到し、逃げる忠元を藤波畷に追い詰めた。松平方の大久保大八郎・鳥居半六郎が追い付き、戦いを挑むが忠元に斬られてしまった。しかし、忠元はここで体力が尽き、続く本多広孝の槍の前に突き伏せられ、広孝の家来本多甚十郎に殺された。

## その後
松平元康は難敵富永忠元を討ち取った本多広孝を褒めて、論功に忠元の所領を与えた。頼みとした富永忠元を失った吉良義昭は戦意を失い、東条城を明け渡し降伏した。死んだ富永忠元はその勇名が知れ渡っており、その死は惜しまれたため、本多広孝は藤波畷に彼を供養するために塚を築いた。これは後に忠元の通称により伴五郎塚とよばれた（「士林泝洄」富永忠元の項）。現在は、塚ではなく伴五郎地蔵と呼ばれる地蔵菩薩像が戦死地に伝わり、古戦場跡の道脇には新しく「史跡藤波畷古戦場」の石製標柱が建てられている（冒頭写真）。
伴五郎忠元の死後、富永氏は忠元叔父で同じく東条衆であった資広（）が松平元康に降参し家臣となり、東条松平家に付属。資広は沼津城主時代の松平忠吉にも歴仕し、子孫は後の尾張徳川家家臣団で甚太郎衆（旧東条吉良・東条松平家臣出身の家臣）に数えられた。

## 参加武将
松平軍
- 本多広孝
- 松井忠次
- 小笠原長茲
- 松平康親
- 大久保忠包

吉良軍
- 富永忠元
- 牧野成定